# Bachmann Károly (festő)
Bachmann Károly, teljes nevén: Bachmann Károly Antal József (Budapest, 1874. június 8. – Újpest, 1923. december 20.) magyar festő.

## Életpályája
Szülei Bachmann Károly (1845–1924) építész és Seemann Emília voltak. 1891–1892 között a Mintarajziskolában Aggházy Gyula és Székely Bertalan tanítványa volt. 1892–1893 között Bihari Sándor és Karlovszky Bertalan festőiskolájában tanult tovább. 1893–1896 között a párizsi Julian Akadémia hallgatója volt; J. Lefèvre, R. T. Fleury és B. Constant oktatták. 1896–1902 között Káposztásmegyeren alkotott, majd 1902–1906 között Párizsban élt. 1906-ban Újpesten festőiskolát alapított. Tüdőgumókorban hunyt el. Felesége Birabent Lucia Henrietta volt.
Kezdetben életképeket, később csendéleteket festett. Az olajfestészet (Budapest, 1904) címmel könyvet is írt.

## Festményei
- Piázó öregember (1898)
- Megyeri tájkép (1899)
- Krumplihámozók (1900)
- Érdekes levél (1900)
- Munkaszünet (1901)
- Malom (1902)
- A könyvelő (1904)
- Anarchisták

## Könyvei
- Az olajfestészet. Gyakorlati útmutató kezdő festők és műkedvelők számára (Budapest, 1904; 1914)

## Műfordítása
- Alois Hauser: Bevezetés az olajfestészet technikájába (Újpest, 1903)